# نوریس وب
نوریس وب (انگلیسی: Norris Webb؛ زادهٔ ۲۹ اکتبر ۱۹۴۵) بازیکن بسکتبال اهل پاناما بود.